# André da Silva Gomes
André da Silva Gomes (Lisboa, 30 de novembro de 1752 — São Paulo, 16 de junho de 1844) foi um organista e compositor sacro luso-brasileiro, radicado desde 1774 na cidade de São Paulo, onde atuou como organista e mestre de capela da catedral, compositor, mestre régio de latim e político (representante da instrução pública). Foi o músico mais influente em São Paulo durante o período de sua atividade como mestre de capela na catedral (1774–1823) e o mais antigo compositor ativo nessa cidade cujas obras foram preservadas (ainda que parcialmente).

## Trajetória

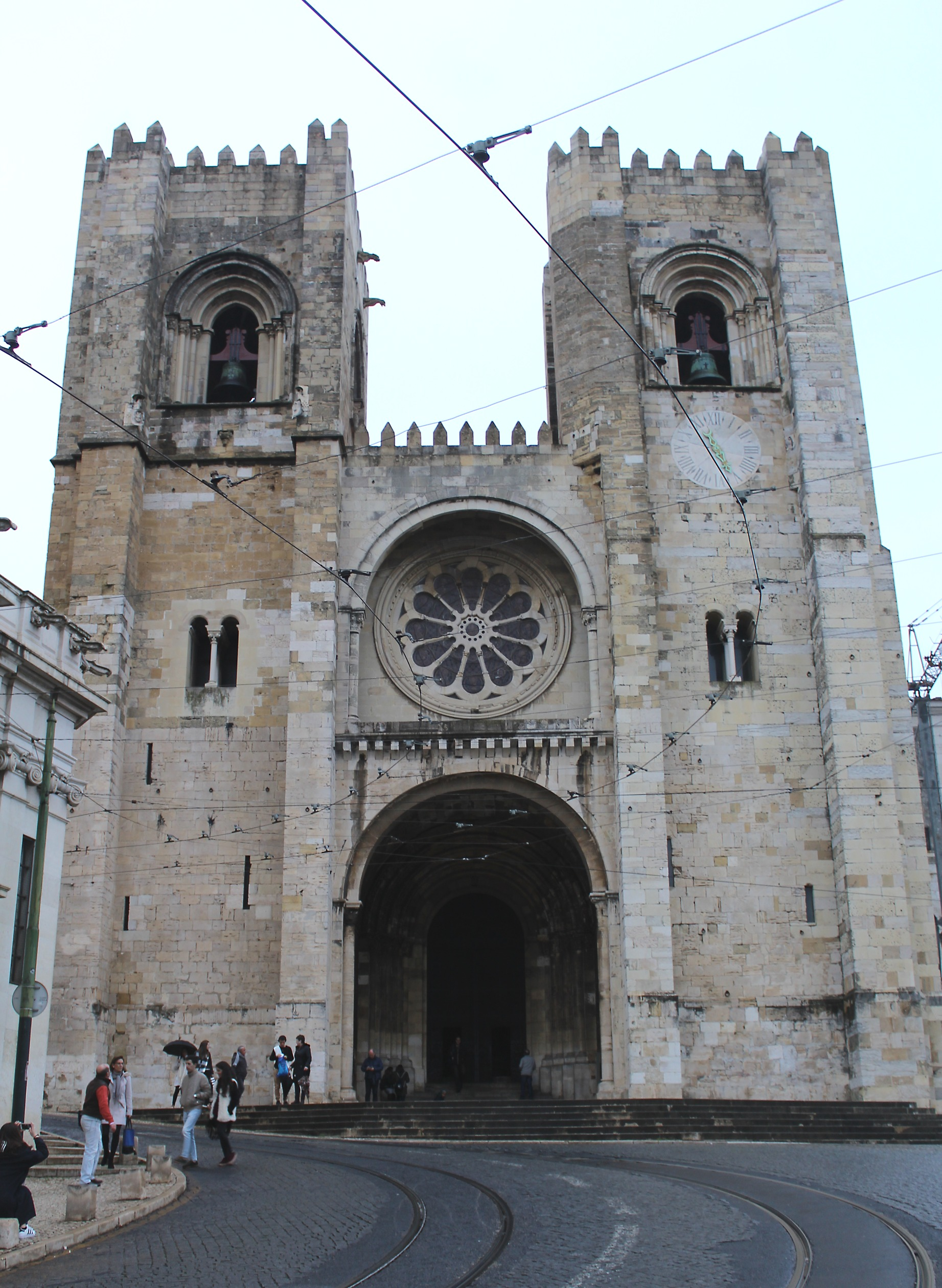
Sé Patriarcal de Lisboa.

André da Silva Gomes, conforme pesquisa de Régis Duprat, foi batizado em casa, em 15 de dezembro de 1752, por correr risco de vida, sendo o registro de batismo efetuado somente em 1º de dezembro de 1753. De acordo com pesquisas de Paulo Castagna, no entanto, André da Silva Gomes nasceu duas semanas antes do batismo, mais precisamente em 30 de novembro de 1752, recebendo seu primeiro nome por ser esse o dia de Santo André.
Estudou no curso de música da Sé Patriarcal de Lisboa, ao redor de 1770, nessa época dirigido pelo compositor José Joaquim dos Santos e, de acordo com uma notícia de 1866, "fizera-se organista da igreja dos Franciscanos", quando foi convidado pelo bispo eleito de São Paulo, o franciscano Dom Frei Manuel da Ressurreição, a assumir o posto de mestre de capela da Catedral de São Paulo.
Embarcando com o bispo no final do ano de 1773, na qualidade de membro de sua família, iniciou as atividades de mestre de capela em 19 de março de 1774, quando da entrada solene de Dom Manuel da Ressurreição na cidade e na Catedral de São Paulo.

André da Silva Gomes teve como encargo reorganizar o coro e o repertório da catedral, para evitar o hibridismo entre a música sacra e a música operística, prática da qual o governador da capitania de São Paulo, Luís Antônio Botelho de Sousa Mourão (Morgado de Mateus), havia acusado o mestre de capela anterior, Antônio Manso da Mota. Além da tendência de expurgo de sonoridades profanas da música sacra (principalmente originárias da ópera ou música teatral), estimulado pelo governador da Capitania de São Paulo, mas provavelmente decorrente da Encíclica Annus qui hunc (1749) do Papa Bento XIV, André da Silva Gomes deparou-se, em São Paulo, com um ambiente urbano e uma catedral desprovida de recursos, contando inicialmente, nessa igreja, quase somente com o organista Inácio Xavier de Carvalho.

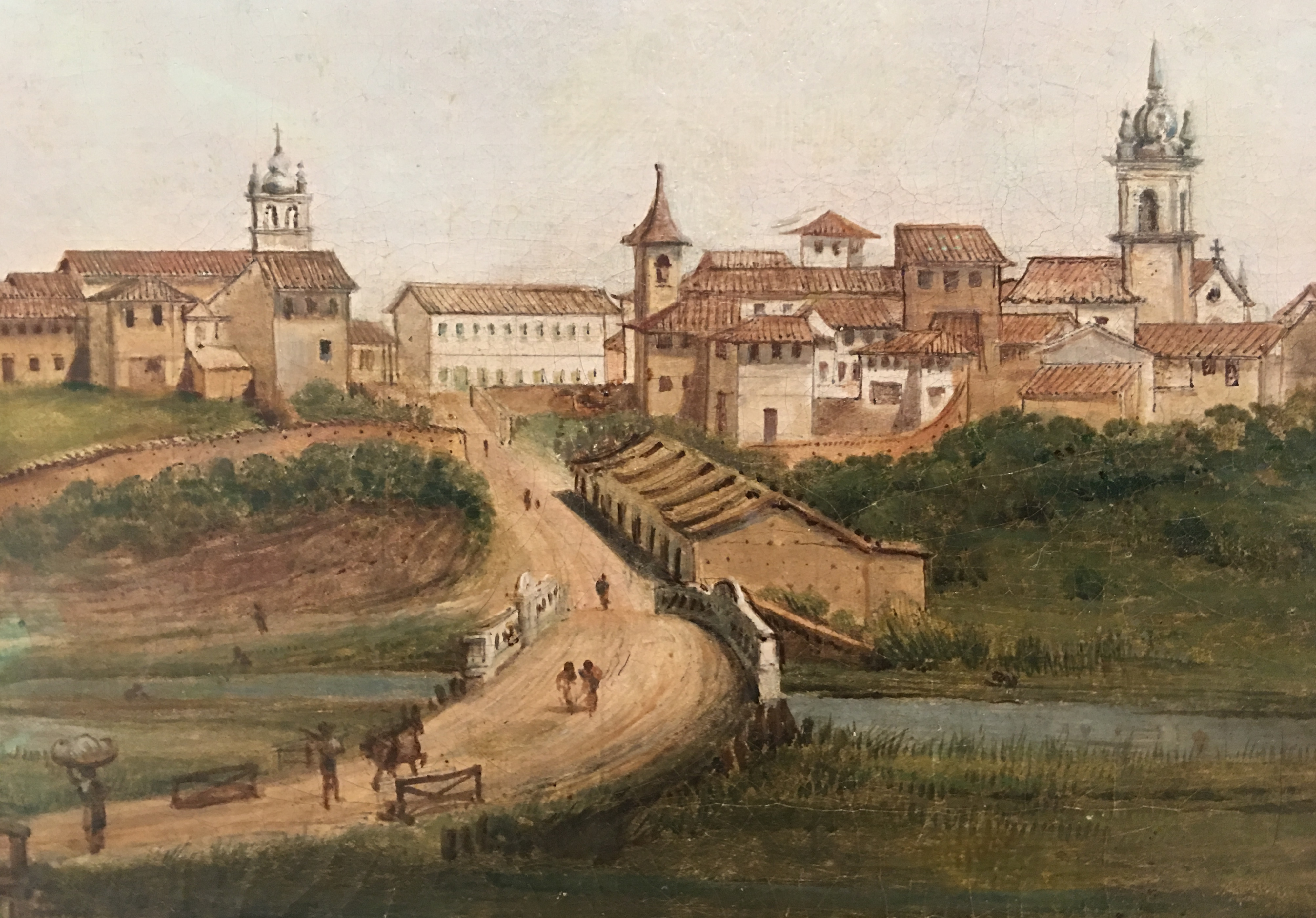
Entrada Leste da cidade de São Paulo, e as torres do Convento do Carmo (esquerda), Recolhimento de Santa Teresa (centro) e Catedral (direita), no Panorama de São Paulo (1821) de Arnaud Julien Pallière (1784–1862).

Mesmo elevada a cidade em 1711, São Paulo apresentou restrito desenvolvimento econômico durante todo o século XVIII e primeira metade do século XIX. Para garantir sua subsistência, André da Silva Gomes acumulou alguns cargos ao longo de sua carreira, principalmente o de mestre régio de gramática latina, a partir de 1797. Tendo ingressado na carreira militar em 1789, André da Silva Gomes também dirigiu a corporação musical do quartel e alcançou a patente de tenente-coronel.

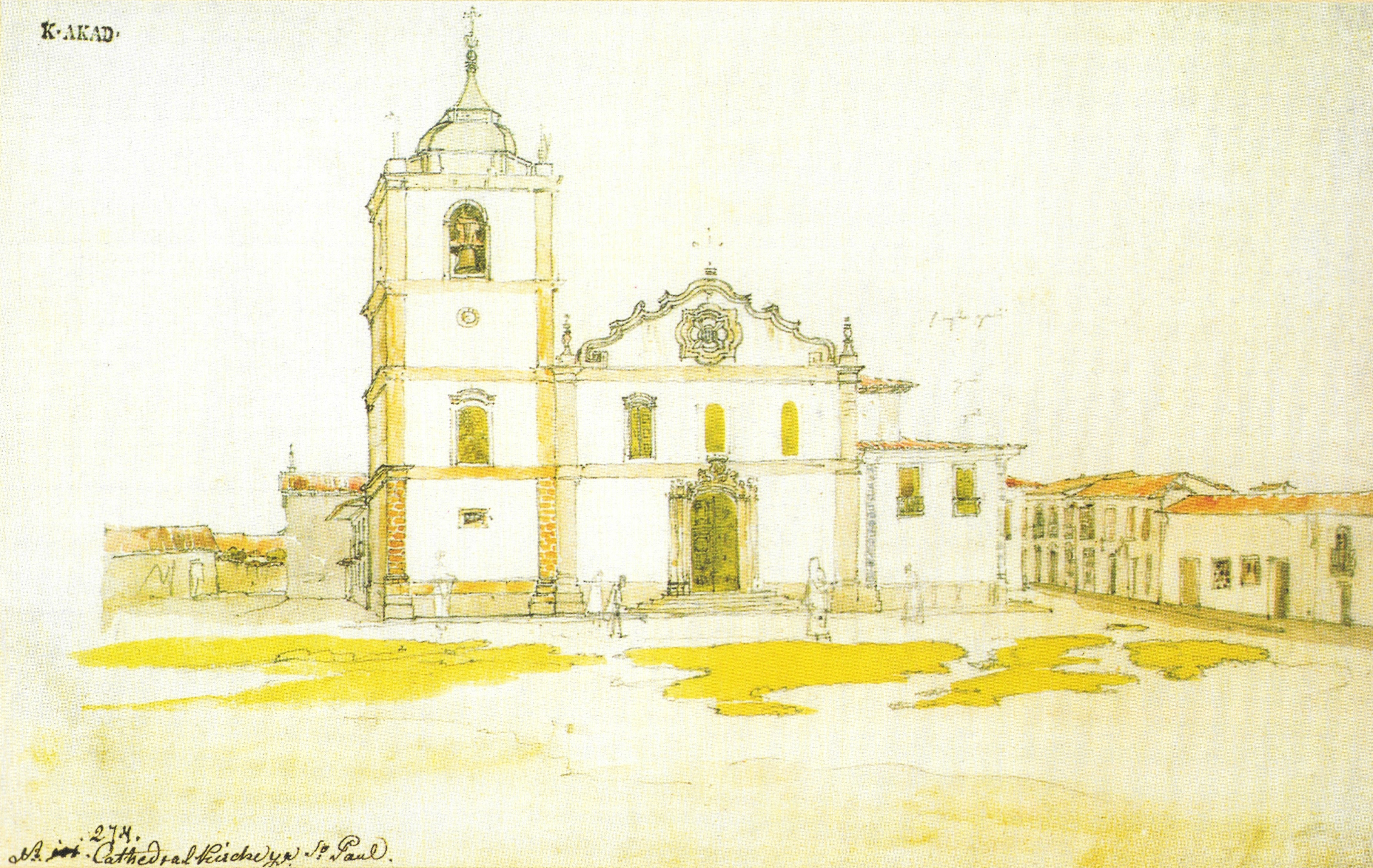
Catedral de São Paulo em 1817, por Thomas Ender (1793-1875). Akademie der Bildenden Künste Wien.

Não teve filhos do seu casamento, em 1775, com a viúva Maria Garcia de Jesus, mas criou uma enteada e adotou dezesseis crianças, dando-lhes apelido (sobrenome) de família e ensinando-lhes não só as primeiras letras mas também a música. Entre esses filhos adotivos destacaram-se, na área de música, Joaquim José da Silva e Antônio Garcia da Silva Gomes, o segundo dos quais, além de músico, tomou as ordens religiosas e tornando-se capelão da Sé, porém faleceu aos 19 anos de idade.
Com a chegada de D. Pedro a São Paulo, em 25 de agosto de 1822, regeu, na catedral, o Te Deum de sua autoria nos dias que precederam a declaração de Independência, que pode ter sido a composição que deixou manuscrita em 1820, para cantochão, quatro vozes polifônicas e órgão. De acordo com um texto de Eugênio Egas publicado em 1909, André da Silva Gomes teria adaptado às pressas, para um conjunto orquestral, o Hino da Independência de Pedro I, cantado durante as solenidades Casa da Ópera na noite do próprio dia 7 de setembro, porém o escritor não apresentou as fontes de tais informações e nunca foram encontrados manuscritos musicais que comprovassem esse fato.

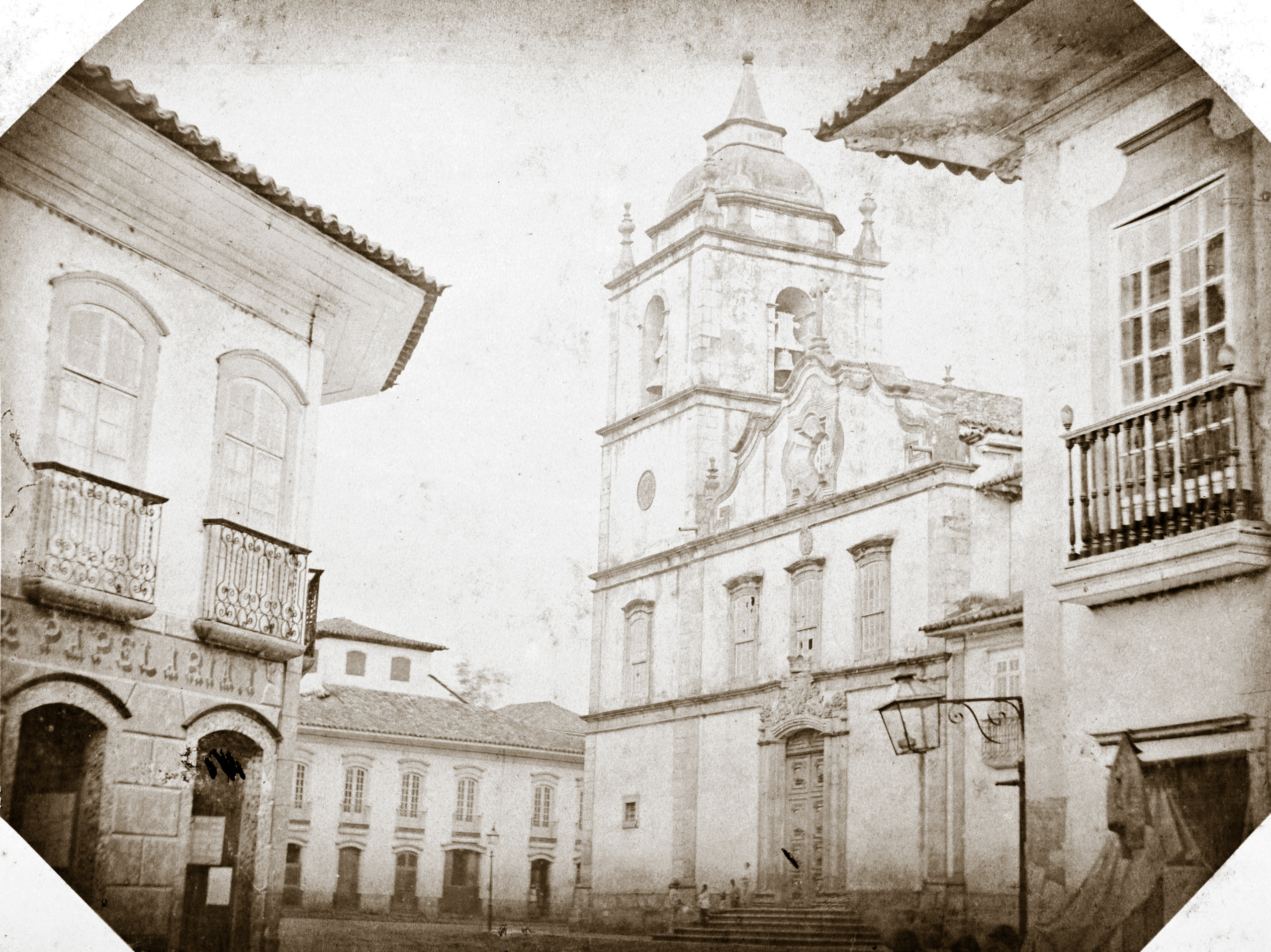
Catedral de São Paulo por Militão Augusto de Azevedo em 1862.

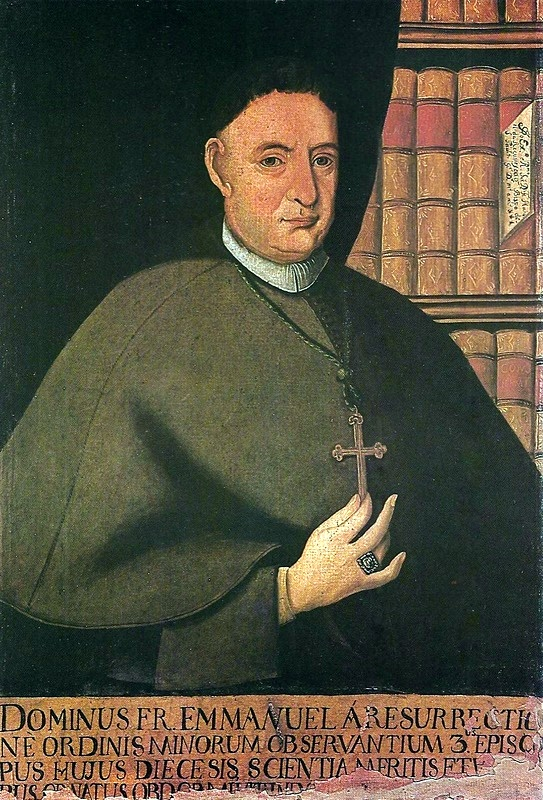
O Bispo de São Paulo, Dom Frei Manuel da Ressurreição, que levou André da Silva Gomes ao Brasil em 1773.

André da Silva Gomes desligou-se do cargo de mestre de capela da catedral provavelmente em 1823 (já havia apresentado pedido de demissão em 1801, não aceito pelo bispo) ou, no máximo, antes de 1827, quando o mestre de capela já era Francisco de Paula Leite. Aposentou-se da função de mestre de latim do Curso Jurídico em 1828, concorrendo ainda a cargos públicos até 1831, quando encerrou definitivamente suas atividades profissionais. Faleceu com 91 anos e meio de idade, na cidade de São Paulo, tendo sido, com o hábito de São Francisco, sepultado na catedral, mas em fins da década de 1850 ou inícios de 1860, seus restos mortais foram transferidos para a Igreja dos Remédios (demolida em 1943) no antigo Largo de São Gonçalo (hoje Praça João Mendes).

## Cargos Públicos
Além da função de mestre de capela, da qual demitiu-se provavelmente em 1823, André da Silva Gomes ocupou o cargo de mestre régio de gramática latina, de forma interina a partir de 1797 e provisionado a partir de 1801. Com essa função, ministrou aulas em sua própria casa, até aposentar-se, em 1828. Em seu último ano de atuação como mestre de latim, essa aula foi incorporada como disciplina preparatório do Curso Jurídico, criado em 1827.

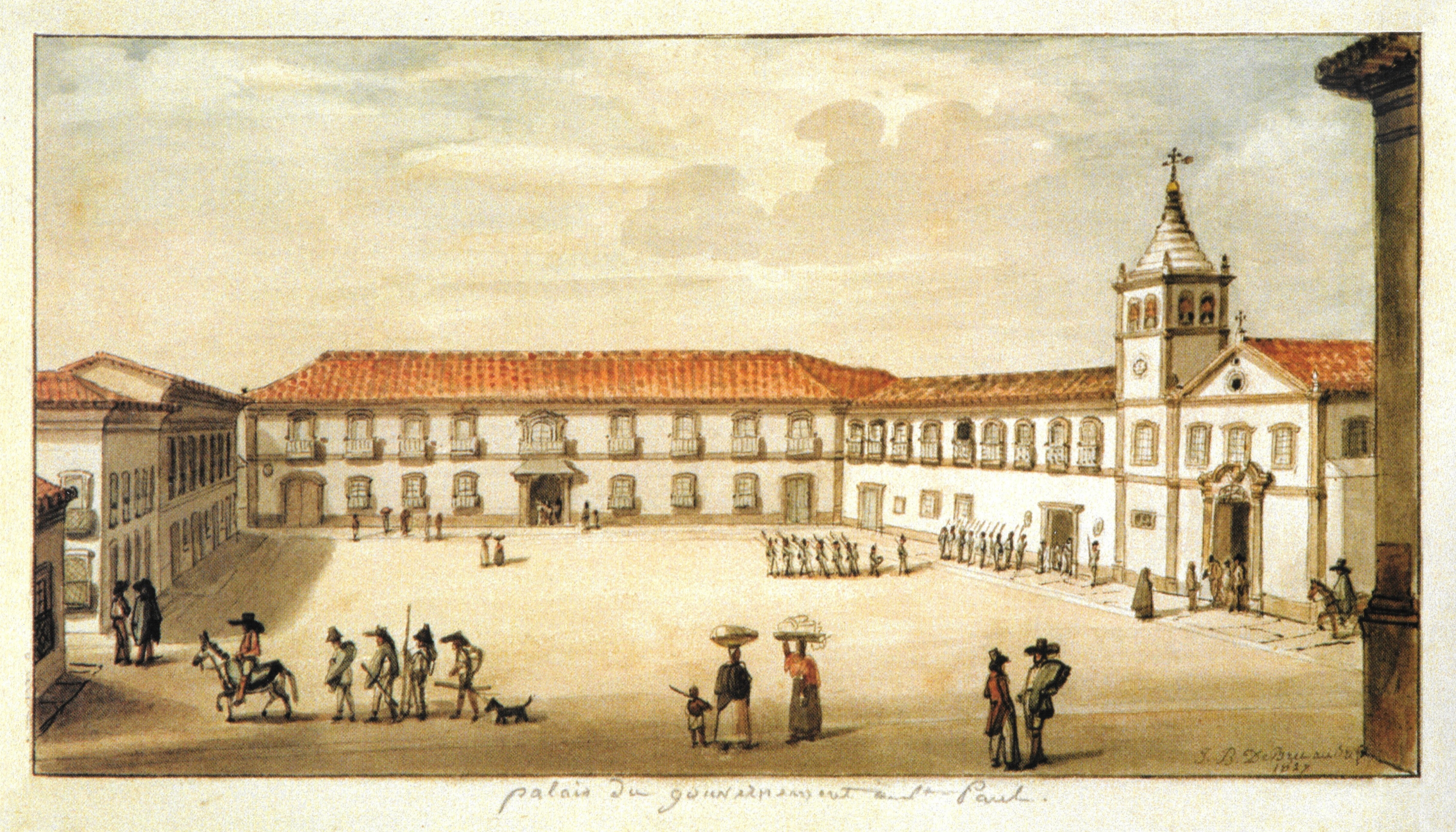
Palácio do Governo de São Paulo em 1827 (antigo Colégio dos Jesuítas), por Jean-Baptiste Debret (1768-1848).

Por conta de sua função como mestre régio de gramática latina, foi aclamado deputado do Governo Provisório da Província de São Paulo em 1821, na qualidade de representante da instrução pública, tendo participado da quase totalidade das mais de 100 sessões, e assinado atas que tiveram papel fundamental no processo de Independência do Brasil. Em função das revoltas de 1822 iniciadas pelos absolutistas de São Paulo, que culminaram na "Bernarda de Francisco Inácio", André da Silva Gomes foi preso e condenado à deportação para Cotia, porém perdoado um mês depois, provavelmente antes de efetivar-se a deportação.
De acordo com pesquisa de Paulo Castagna, partir de 1827 André da Silva Gomes candidatou-se a novos cargos públicos, porém sem os assumir: obteve o terceiro lugar na eleição para Juiz de Fato em 1827, foi eleito suplente do Conselho Geral de São Paulo em 1829 (desistindo desse cargo antes da posse) e não obteve votos para o cargo de Juiz de Fato em 1831, encerrando nesse ano (aos 79 anos de idade) todas as formas conhecidas de participação ou candidatura a funções públicas.

## Os testemunhos do século XIX
Vários autores do século XIX publicaram notícias sobre André da Silva Gomes em jornais da época (em alguns casos  durante o seu período de vida), a maioria deles reunidos e estabelecidos por Paulo Castagna. Os mais expressivos desses textos foram a Necrologia de 1844 (possivelmente escrita pelo bispo Dom Manuel Joaquim Gonçalves de Andrade), As músicas de André da Silva na Semana Santa da Catedral, de 1866 (provavelmente escrito pelo organista Hermenegildo José de Jesus e Silva, pelo mestre de capela Antônio José de Almeida ou por ambos), e o texto André da Silva, de 1898, escrito pelo mestre de capela João Pedro Gomes Cardim.

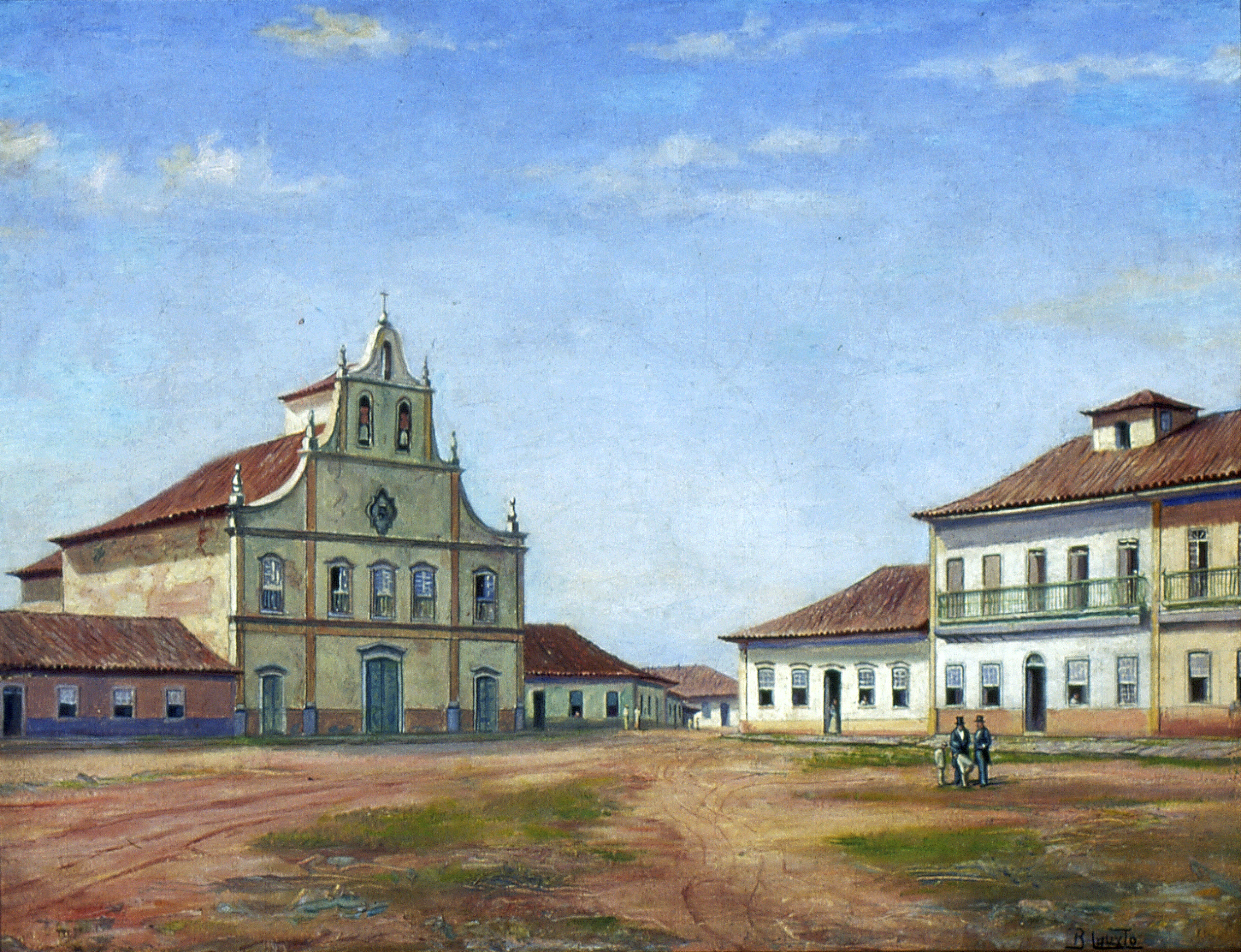
Igreja dos Remédios de São Paulo em 1862, por Benedito Calixto de Jesus, templo no qual, por volta de 1860, foram depositados os restos mortais de André da Silva Gomes (anteriormente sepultado na catedral). Museu Paulista.

O autor da Necrologia apresenta os detalhes biográficos que mais circularam nesse período, porém é o único que apresentou a data de nascimento de André da Silva Gomes (30 de novembro de 1752). O(s) autor(es) do texto As músicas de André da Silva na Semana Santa da Catedral apresenta(m) várias informações exclusivas e desconhecidas nas publicações do século XX sobre André da Silva Gomes, entre elas seu estudo ao redor de 1770 sob a supervisão de José Joaquim dos Santos, o fato de que, em Lisboa, "fizera-se organista da igreja dos Franciscanos", uma breve relação de suas obras literárias e musicais e uma apreciação de várias de suas composições. O texto de João Pedro Gomes Cardim, por sua vez, também apresenta as informações biográficas básicas, porém informa que "O Recolhimento de Santa Teresa em São Paulo também possui, como preciosa relíquia, composições do célebre maestro, que são aí constantemente executadas".
Ressalta em alguns textos oitocentistas sobre o músico a forte impressão deixada pela sua atividade. Em 1855 um autor anônimo, auto-identificado como "O Minorista", recordou "a felicidade" dos tempos em que o culto na Sé paulista, ao som dos cânticos sagrados, "habilmente acompanhados pelo devoto André da Silva, enchia o coração dos fieis de santo e verdadeiro entusiasmo pelas coisas celestes, fazia‐os esquecer deste mundo de decepções e de misérias". Em 1864, cerca de 40 anos após ter deixado o posto de mestre de capela, um artigo não assinado no Correio Paulistano lamentava a falta que fazia na vida musical da Sé do "inspirado organista, fundador da música da capela de nossa Sé catedral, contrapontista insigne, maestro fecundo das músicas sagradas, ungido por uma piedade de sentimento que goteja dulcificado de cada uma de suas notas, como essas flores que gotejam sempre de seu seio um pingo de mel". Em 1877 um artigo relatando impressões sobre a Semana Santa o chamava de "imortal". Contudo, no fim do século, segundo Paulo Castagna, a memória sobre o músico estava restrita principalmente aos círculos ligados à Sé e à província de São Paulo, e estava em declínio acentuado, sendo ultrapassada por novos gostos e uma nova estética. Mesmo assim, diversas obras suas continuariam sendo executadas até o início do século XX.

## Difusão de suas obras e recuperação do seu legado

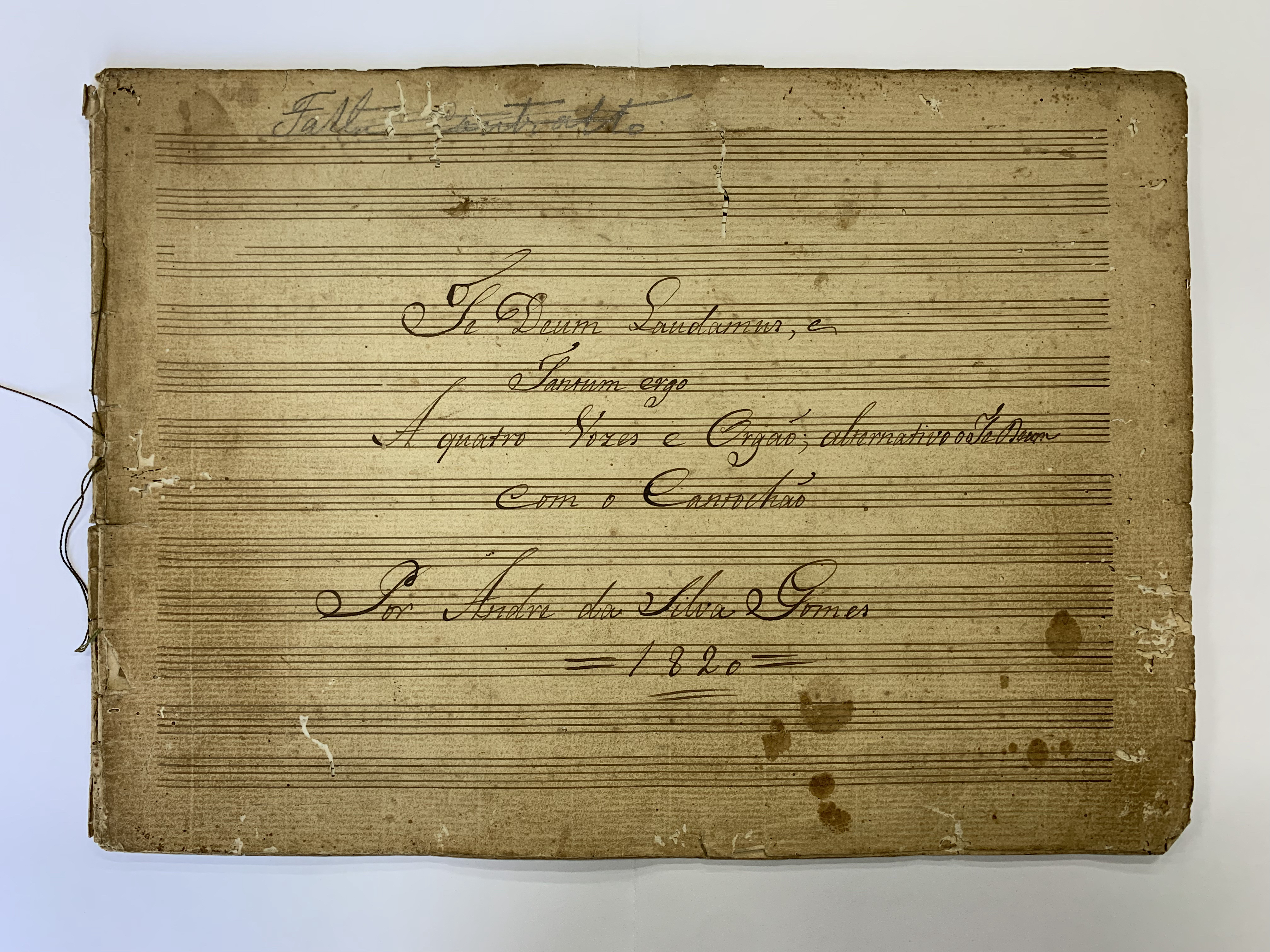
Te Deum laudamus de André da Silva Gomes (manuscrito autógrafo de 1820 do Arquivo da Cúria Metropolitana de São Paulo), que pode ter sido o que o mestre de capela regeu, na catedral, por ocasião da chegada de D. Pedro a São Paulo em 25 de agosto de 1822.

Desde 1774, a música produzida por André da Silva Gomes foi interpretada em cerimônias religiosas nas igrejas paulistanas, com destaque para a catedral, difundindo-se também para igrejas do interior da Província e Estado de São Paulo. Suas obras remanescentes chegaram ao presente parte em autógrafos (todos no Arquivo da Cúria Metropolitana de São Paulo - ACMSP), em cópias de Antônio José de Almeida (no ACMSP), de Manuel José Gomes (no Arquivo Manuel José Gomes, do Museu Carlos Gomes - Centro de Ciências, Letras e Artes de Campinas) e de João Pedro Gomes Cardim (antiga Biblioteca do Conservatório Dramático e Musical de São Paulo, hoje no Centro de Documentação e Memória da Fundação Theatro Municipal de São Paulo).
As últimas notícias sobre a execução de suas obras em fase corrente, na Catedral e no Recolhimento de Santa Teresa de São Paulo foram publicadas em 1909 e, depois desse ano, sua música foi abandonada, em função das mudanças no culto acarretadas pelo Motu Proprio Tra le sollecitudine (1903) do Papa Pio X. Mesmo assim, sua figura não foi inteiramente esquecida, e os artigos de Eugênio Egas, publicados entre 1908 e 1911, segundo Castagna,
"Marcaram o início do processo de construção da história André da Silva Gomes, em uma fase na qual os escritores não provinham ou não eram mais diretamente relacionados à Catedral de São Paulo. Paralelamente, tais autores passaram a produzir seus trabalhos a partir da pesquisa de fontes (embora nem sempre as referindo), porém com a utilização de linguagem e métodos mais literários que científicos, procedimento ainda comum nas narrativas históricas desse período".

Também foi relevante a publicação do livro São Paulo antigo (1911‐1912) de Antônio Egídio Martins, onde o autor recuperou notícias já conhecidas sobre ele e trouxe informações sobre a prática musical na Sé e sobre vários dos músicos que ali atuaram naquela época. Na década de 1920 diversos outros artigos e livros lhe faziam referência, ajudando a recompor sua memória. Em 1922 uma rua foi batizada com seu nome no bairro paulistano do Pari. Em 1930, o então mestre de capela da Catedral de São Paulo, Furio Franceschini, realizou uma apresentação na Igreja de Santa Ifigênia, no qual incluiu o Hino Ave maris stella de André da Silva Gomes, evento que marcou a primeira interpretação de uma de suas obra em forma de concerto.

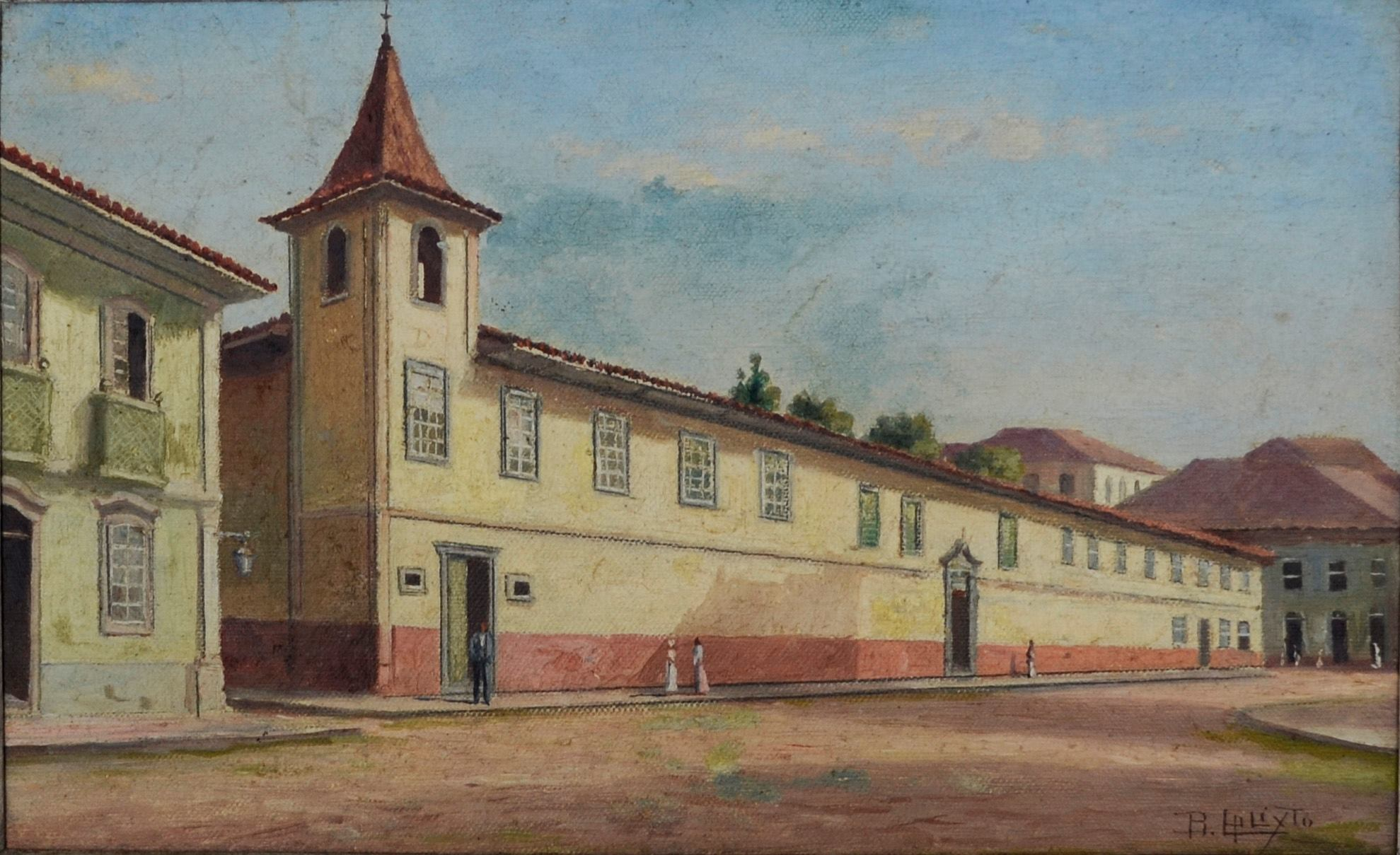
Recolhimento de Santa Teresa de São Paulo, por Benedito Calixto de Jesus (1853-1927). Museu de Arte Sacra de São Paulo.

A partir desta década seu nome começou a aparecer com mais frequência em artigos, livros e na imprensa, com destaque para o artigo "O regente do coro da Sé" de Nuto Santana, publicado em 1939, que estimulou outros estudiosos a produzirem pesquisas. Em 1942 pela primeira vez foi citado em um livro de história geral da música no Brasil, escrito por Renato Almeida, embora mencionando-o apenas de passagem. Ainda não fora incorporado ao cânone, não aparecendo em outras publicações do gênero. Aproximando-se as comemorações dos 400 anos de fundação de São Paulo, o interesse por Gomes recebeu novo impulso, destacando-se o material incluído por Paulo Florêncio da Silveira Camargo em seu livro A Igreja na história de São Paulo, em sete volumes (1952‐1953), onde apresentou importante documentação e novas informações sobre sua chegada em São Paulo e sua atividade como mestre de capela e mestre de gramática latina. Outra publicação onde ele foi estudado, que merece nota, é História e tradições da cidade de São Paulo (1953) de Ernani Silva Bruno.
Em 1946 surgira a primeira monografia a seu respeito, André da Silva Gomes (1752‐1844): o mestre de capela da Sé de São Paulo, de Clóvis de Oliveira, premiada com indicação para publicação na Revista do Arquivo Histórico Municipal de São Paulo. A indicação não foi cumprida, e o texto só veio à luz em 1954 sob forma de livro, editado às expensas do autor. Reunindo o conhecimento acumulado, recolhendo documentação inédita e tratando o material cientificamente, esse livro representou uma virada em sua fortuna crítica. Mesmo estando centrado na reconstrução da sua biografia e não na sua produção musical, a obra recebeu resenhas positivas e, nas palavras de Castagna, representou "o ponto de partida na pesquisa sistemática de sua atividade e produção". Entrando em contato com Oliveira, Francisco Curt Lange interessou-se pelo assunto e incentivou Régis Duprat a pesquisar no Arquivo da Cúria Metropolitana de São Paulo, onde supunha que haveria várias obras à espera de redescoberta. A pesquisa produziu frutos importantes, e na sua tese de doutorado de 1965, Duprat incluiu um catálogo de 76 obras, cuja existência era ignorada até pelos técnicos do acervo.
Na década de 1960 iniciou-se o processo de restauração de sua música, a partir dos trabalhos de Régis Duprat: em 30 de março de 1965, a Orquestra de Câmara de São Paulo (dirigida por Olivier Toni) realizou a primeira audição em concerto da Missa a 8 vozes e instrumentos e de mais duas peças corais. No ano seguinte, Duprat publicou a Missa a 8 vozes e instrumentos, cantada na inauguração do Museu de Arte Sacra de São Paulo (no Mosteiro da Luz), em 28 de junho de 1970. Da década de 1970 em diante várias outras pesquisas, gravações, concertos, publicações e restaurações de partituras foram realizadas, e em 1995 Duprat publicou um catálogo geral, contribuindo para trazer sua música de volta para o presente, embora muito ainda esteja por fazer para sua plena recuperação.

## Arquivos

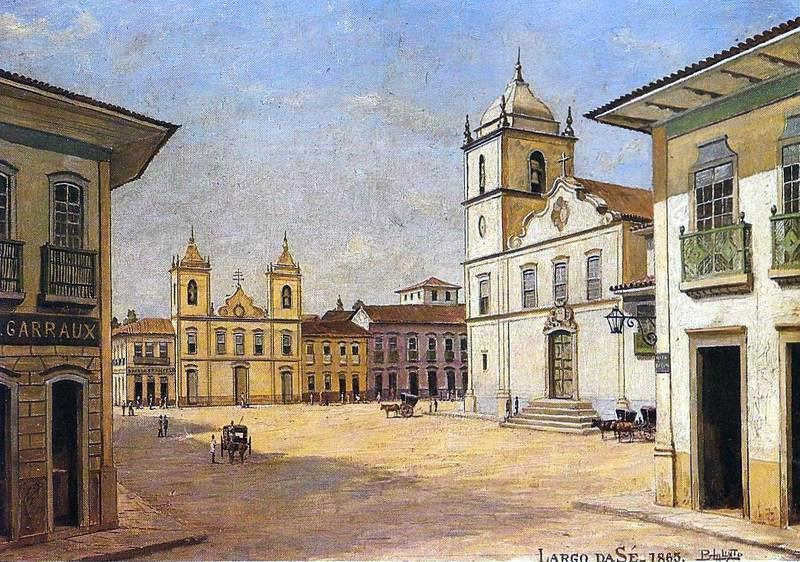
Largo da Sé de São Paulo por Benedito Calixto de Jesus (1853-1927). Museu de Arte Sacra de São Paulo.

Assim como ocorreu com a quase totalidade dos músicos que atuaram no Brasil nos séculos XVIII e XIX, o arquivo pessoal de André da Silva Gomes não foi preservado. São conhecidos apenas três documentos oficiais (batismo, passaporte, provisões) em arquivos institucionais portugueses e brasileiros, além de fontes musicais em acervos brasileiros, com destaque para o Arquivo da Cúria Metropolitana de São Paulo, o Arquivo Manuel José Gomes, do Centro de Ciências, Letras e Artes de Campinas, a Coleção Curt Lange do Museu da Inconfidência de Ouro Preto, o Arquivo Musical do Conservatório Dramático e Musical de São Paulo (ainda não aberto ao público) e o Arquivo Veríssimo Glória, sob a custódia de Régis Duprat.

## Produção musical

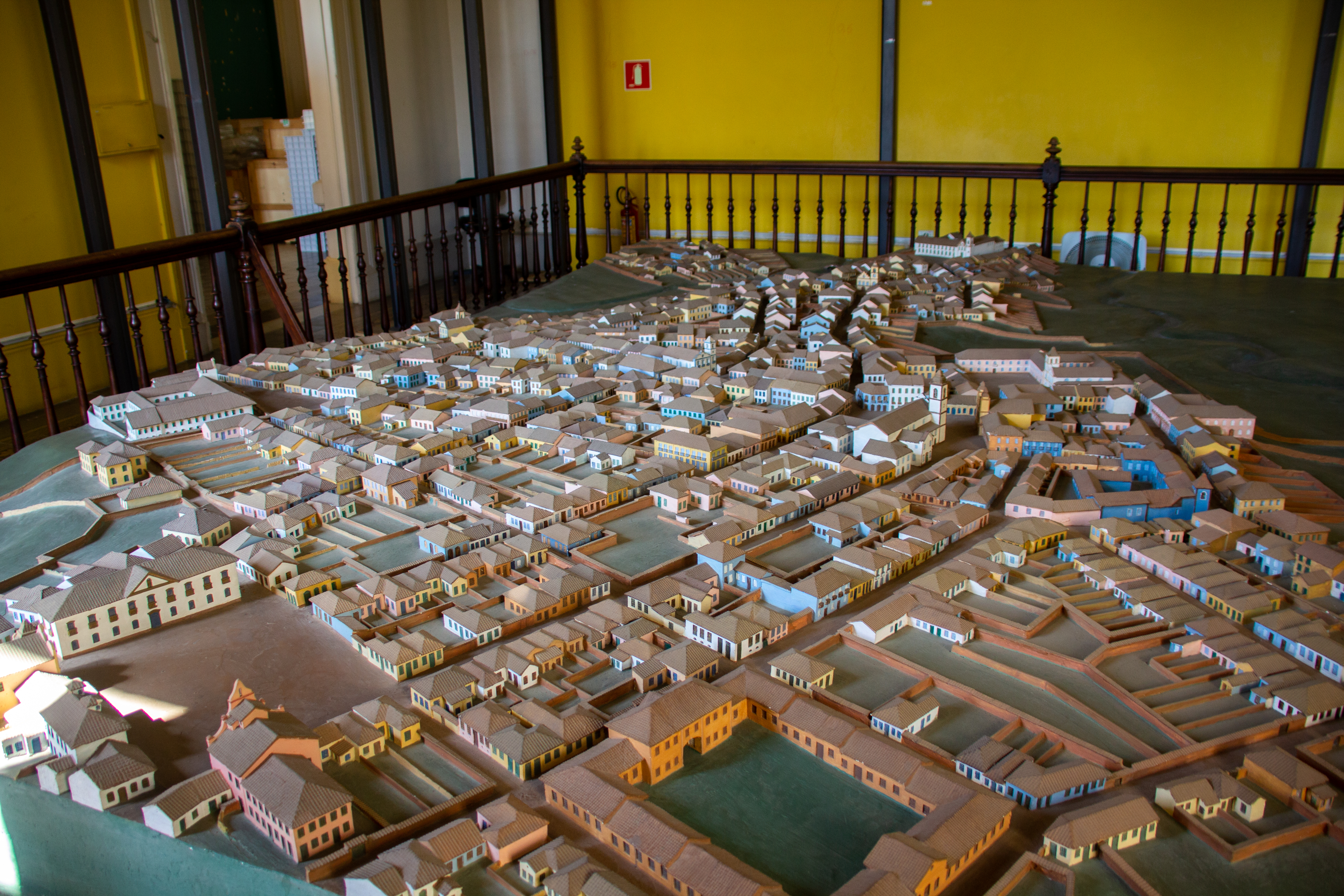
Maquete de São Paulo em 1841 por Henrique Bakkenist, tendo, à esquerda, o Largo de São Gonçalo, onde residiu André da Silva Gomes.

Da produção musical de André da Silva Gomes, chegaram-nos cerca de 130 composições, de acordo com o catálogo de Régis Duprat, além de uma obra didática: o Tratado de Contraponto. As fontes conhecidas de suas obras, quase todas ou provavelmente todas elaboradas em São Paulo a partir de 1774, constam de antífonas, cânticos, hinos, ladainhas, missas, matinas, ofertórios, matinas fúnebres, ofícios da Semana Santa e salmos.
Entre as obras de grande porte estão a Missa a Cinco Vozes (final do século XVIII), dividida em dez segmentos (três para o Kyrie e sete para o Gloria), os Noturnos de Natal (nome alternativo das Matinas do Natal), com oito Responsórios, tripartidos em allegro, fugato e andante, a Missa em Dó (gravada em álbum com outras de suas composições, pelo Brasilessentia Grupo Vocal) e a Missa Concertada para a Noite de Natal (para a Matriz de Cotia, 1823), sua última composição conhecida, gravada no Festival de Juiz de Fora, sob a direção de Luís Otávio Santos.
André da Silva Gomes também produziu unidades funcionais avulsas de Matinas, Vésperas e Missas, dentre elas os 14 Ofertórios para vozes e órgão e o Hino Ave maris stella, a primeira composição desse autor apresentada em forma de concerto (em 1930) e a primeira partitura de suas obras disponibilizada para download.
O índice das obras de André da Silva Gomes, com incipit latino e função cerimonial (ver abaixo) foi adaptado a partir do catálogo temático das obras desse compositor, por Régis Duprat (1995).

## Homenagens
- Rua Coronel Silva Gomes
- «Rua Coronel Silva Gomes no Dicionário de Ruas do Arquivo Histórico Municipal de São Paulo (CEP 03029-020 - São Paulo SP)»
- Conservatório Musical André da Silva Gomes (São Bernardo do Campo - São Paulo)

## Índice de obras
| Código | Incipit latino                                   | Função cerimonial                                                                             |
| ------ | ------------------------------------------------ | --------------------------------------------------------------------------------------------- |
|        | A - Antífonas                                    |                                                                                               |
| 001    | Pueri hebræorum                                  | Primeira Antífona da Distribuição dos Ramos de Domingo de Ramos                               |
| 002    | Regina Cæli lætare                               | Antífona de Nossa Senhora do Tempo Pascal                                                     |
|        | B - Hinos                                        |                                                                                               |
| 003    | Ave Virgo gloriosa                               | Hino de Santa Bárbara                                                                         |
| 004    | [Ave maris stella] Dei Mater Alma                | Hino das Vésperas de Nossa Senhora (ver 092f e 093f)                                          |
| 005    | In tua patientia                                 | Hino de Santa Luzia                                                                           |
| 006    | [Salutis humanæ Sator,] Jesu voluptas cordium    | Hino das Vésperas da Ascensão de Nosso Senhor Jesus Cristo                                    |
| 007    | [Veni Creator Spiritus] mentes tuorum            | Hino para as Vésperas de Pentecostes                                                          |
| 008    | Pange lingua                                     | Hino da Procissão de Transladação ou Reposição do Santíssimo Sacramento de Quinta-feira Santa |
| 009    | Pange lingua                                     | Hino da Procissão de Transladação ou Reposição do Santíssimo Sacramento de Quinta-feira Santa |
| 010    | Crudelis Herodes... Regem Venire quid            | Hino das Vésperas da Epifania                                                                 |
| 011    | Tantum ergo                                      | Hino da Exposição do Santíssimo Sacramento                                                    |
| 012    | Vexilla Regis prodeunt                           | Hino à Santa Cruz da Procissão ao Santíssimo Sacramento de Sexta-feira Santa                  |
|        | C - Ladainha                                     |                                                                                               |
| 013    | Kyrie, eleison                                   | Ladainha de Nossa Senhora                                                                     |
|        | D - Matinas                                      |                                                                                               |
| 014    | Venite adoremus Regem                            | Invitatório e Responsórios das Matinas da Assunção de Nossa Senhor                            |
| 015    | Summum Regem gloriæ                              | Invitatório e Responsórios das Matinas do Bom Jesus                                           |
| 016    | Cujus non sum dignus                             | Invitatório e Responsórios das Matinas da Circuncisão                                         |
| 017    | Laudemus Deum nostrum                            | Invitatório e Responsórios das Matinas da Conversão de São Paulo                              |
| 018    | Alleluia spiritus Domini                         | Invitatório e Responsórios das Matinas de Pentecostes                                         |
| 019    | Christus natus est nobis                         | Invitatório e Responsórios das Matinas do Natal                                               |
| 020    | Hodie nobis cælorum Rex                          | Responsórios das Matinas do Natal                                                             |
| 021    | Christus natus est nobis                         | Invitatório e Responsórios das Matinas do Natal                                               |
| 022    | Laudemus Deum nostrum                            | Invitatório e Responsórios das Matinas da Conversão de São Paulo                              |
| 023    | Regem Apostolorum                                | Invitatório e Responsórios das Matinas de São Pedro                                           |
|        | E - Missas                                       |                                                                                               |
| 024    | Kyrie, eleison                                   | Missa em Dó, para o Advento e a Quaresma (ver n.103)                                          |
| 025    | Kyrie, eleison                                   | Missa em Dó                                                                                   |
| 026    | Kyrie, eleison                                   | Missa em Dó                                                                                   |
| 027    | Kyrie, eleison                                   | Missa em Dó de capela                                                                         |
| 028    | Kyrie, eleison                                   | Missa em Dó de capela                                                                         |
| 029    | Exaudi nos, Domine                               | Bênção das Cinzas e Missa de Quarta-feira de Cinzas (ver Ofertório em n.056)                  |
| 030    | Kyrie, eleison                                   | Missa em Ré menor dos cônegos                                                                 |
| 031    | Kyrie, eleison                                   | Missa em Mi bemol a oito vozes                                                                |
| 032    | [Requiem æternam] Dona eis, Domine               | Missa dos Funerais em Fá                                                                      |
| 033    | Kyrie, eleison                                   | Missa em Sol                                                                                  |
| 034    | Kyrie, eleison                                   | Missa em Sol                                                                                  |
| 035    | Kyrie, eleison                                   | Missa em Sol, do Natal                                                                        |
| 036    | Kyrie, eleison                                   | Missa em Sol, de Santo André                                                                  |
| 037    | Requiem æternam                                  | Missa dos Funerais em Sol menor                                                               |
| 038    | Kyrie, eleison                                   | Missa em Lá                                                                                   |
| 039    | Kyrie, eleison                                   | Missa em Si bemol                                                                             |
| 040    | Kyrie, eleison                                   | Missa em Si bemol                                                                             |
|        | F - Motetos                                      |                                                                                               |
| 041    | Hæc est voluntas Dei                             | Moteto para os Sermões do Jubileu de 1810 e para os Sermões das tardes da Quaresma            |
| 042    | Beatissimæ Virginis                              | Moteto para a festa da Imaculada Conceição                                                    |
| 043    | O vos omnes                                      | Moteto para o depósito da Imagem do Senhor dos Passos                                         |
| 044    | Popule meus                                      | Impropérios da Adoração da Cruz de Sexta-feira Santa                                          |
| 045    | Te ergo                                          | Moteto                                                                                        |
| 046a   | Veri adoratores adorabunt Patrem                 | Moteto para o Primeiro Domingo da Quaresma                                                    |
| 046b   | Beati mortui qui in Domino moriuntur             | Moteto para o Segundo Domingo da Quaresma                                                     |
| 046c   | Dum tempus habemus                               | Moteto para o Terceiro Domingo da Quaresma                                                    |
| 046d   | Beatus qui intelligit                            | Moteto para o Quarto Domingo da Quaresma                                                      |
| 046e   | Qui invidet nihil est                            | Moteto para o Quinto Domingo da Quaresma                                                      |
| 047a   | Ecce panis angelorum                             | Primeiro Moteto para a Comunhão de Quinta-feira Santa                                         |
| 047b   | Ecce panis angelorum                             | Segundo Moteto para a Comunhão de Quinta-feira Santa                                          |
| 047c   | Dies enim solemnis                               | Terceiro Moteto para a Comunhão de Quinta-feira Santa                                         |
| 047d   | Quod in cœna Christus                            | Quarto Moteto para a Comunhão de Quinta-feira Santa                                           |
| 047e   | Bonæ pastor                                      | Quinto Moteto para a Comunhão de Quinta-feira Santa                                           |
| 048a   | Quæretis me                                      | Primeiro Moteto para os Sermões dos Domingos da Quaresma                                      |
| 048b   | Vigilate omni tempore                            | Segundo Moteto para os Sermões dos Domingos da Quaresma                                       |
| 048c   | Facite fructus                                   | Terceiro Moteto para os Sermões dos Domingos da Quaresma                                      |
| 048d   | Si confiteamur                                   | Quarto Moteto para os Sermões dos Domingos da Quaresma                                        |
| 048e   | Qui manducat                                     | Quinto Moteto para os Sermões dos Domingos da Quaresma                                        |
|        | G - Ofertórios                                   |                                                                                               |
| 049    | Ad te Levavi                                     | Ofertorio da Missa do Primeiro Domingo do Advento                                             |
| 050    | Ascendit Deus                                    | Ofertório da Missa da Ascensão do Senhor                                                      |
| 051    | Benedixisti, Domine                              | Ofertório da Missa do Terceiro Domingo do Advento                                             |
| 052    | Confitebor Tibi, Domine... retribue servo tuo    | Ofertório da Missa do Quinto Domingo da Quaresma (Primeiro Domingo da Paixão)                 |
| 053    | Confortamini et nolite timere                    | Ofertório da Missa do Quarto Domingo do Advento                                               |
| 054    | Deus Tu convertens                               | Ofertório da Missa do Segundo Domingo do Advento                                              |
| 055    | Domine Jesu Christe                              | Ofertório da Missa dos Funerais                                                               |
| 056    | Exaltabo Te, Domine                              | Ofertório da Missa de Quarta-feira de Cinzas (ver n.029)                                      |
| 057    | Justitiæ Domini                                  | Ofertório da Missa do Terceiro Domingo da Quaresma                                            |
| 058    | Lætentur cœli                                    | Ofertório da Missa de Natal                                                                   |
| 059    | Laudate Dominum                                  | Ofertório da Missa do Quarto Domingo da Quaresma                                              |
| 060    | Meditabor in mandatis                            | Ofertório da Missa do Segundo Domingo da Quaresma                                             |
| 061    | Mihi autem nimis                                 | Ofertório da Missa da Conversão de São Paulo                                                  |
| 062    | Scapulis suis                                    | Ofertório da Missa do Primeiro Domingo da Quaresma                                            |
|        | H - Salmos                                       |                                                                                               |
| 063    | Beati Omnes qui timet Dominum                    | Salmo 127                                                                                     |
| 064    | Beatus vir qui timet                             | Salmo 111, para as Vésperas de Nossa Senhora (ver n.093c)                                     |
| 065    | Beatus vir qui timet                             | Salmo 111, para as Vésperas de Nossa Senhora                                                  |
| 066    | Confitebor Tibi Domine... in consilio            | Salmo 110                                                                                     |
| 067    | Confitebor Tibi Domine... in consilio            | Salmo 110                                                                                     |
| 068    | Confitebor Tibi Domine... in consilio            | Salmo 110 (ver n.093b)                                                                        |
| 069    | Confitebor Tibi Domine... in consilio            | Salmo 110                                                                                     |
| 070    | Confitebor Tibi, Domine... quoniam audisti       | Salmo 137                                                                                     |
| 071    | Credidi propter quod                             | Salmo 115                                                                                     |
| 072    | Declaratio sermonum                              | Salmo 118                                                                                     |
| 073    | De Profundis                                     | Salmo 129                                                                                     |
| 074    | Dixit Dominus                                    | Salmo 109                                                                                     |
| 075    | Dixit Dominus                                    | Salmo 109 (ver n.093a)                                                                        |
| 076    | Dixit Dominus                                    | Salmo 109                                                                                     |
| 077    | Dixit Dominus                                    | Salmo 109                                                                                     |
| 078    | Domine probasti me                               | Salmo 138                                                                                     |
| 079    | Exaltabo Te, Deus                                | Salmo 144                                                                                     |
| 080    | In convertendo                                   | Salmo 125, para as Vésperas de Terça-feira                                                    |
| 081    | Lauda Jerusalem                                  | Salmo 147                                                                                     |
| 082    | Laudate Dominum omnes gentes                     | Salmo 116 (ver n.093e)                                                                        |
| 083    | Laudate Dominum omnes gentes                     | Salmo 116                                                                                     |
| 084a   | Laudate Dominum omnes gentes                     | Salmo 116                                                                                     |
| 084b   | Magnificat                                       | Cântico de Nossa Senhora (ver n.090e e 092f)                                                  |
| 085    | Laudate pueri                                    | Salmo 112 (ver n.093d)                                                                        |
| 086    | Laudate pueri                                    | Salmo 112                                                                                     |
| 087    | Laudate pueri                                    | Salmo 112                                                                                     |
| 088    | Memento Domine David                             | Salmo 131                                                                                     |
| 089    | Miserere mei, Deus                               | Salmo 50, das Laudes de Quinta-feira Santa                                                    |
| 090a   | Lætatus sum                                      | Salmo 121, das Vésperas de Terça-feira (ver n.092c)                                           |
| 090b   | Ad te levavi                                     | Salmo 122, das Vésperas de Terça-feira                                                        |
| 090c   | Nisi quia Dominus                                | Salmo 123, das Vésperas de Terça-feira                                                        |
| 090d   | Qui confidunt in Domino                          | Salmo 124, das Vésperas de Terça-feira                                                        |
| 090e   | In convertendo                                   | Salmo 125, das Vésperas de Terça-feira (ver n.080)                                            |
| 090f   | Magnificat                                       | Cântico de Nossa Senhora (ver n.084 e 092f)                                                   |
| 091a   | Laudate pueri                                    | Salmo 112, das Vésperas de Nossa Senhora                                                      |
| 091b   | Lætatus sum                                      | Salmo 121, das Vésperas de Nossa Senhora                                                      |
| 091c   | Nisi Dominus                                     | Salmo 126, das Vésperas de Nossa Senhora                                                      |
| 092a   | Dixit Dominus                                    | Salmo 109, das Vésperas de Nossa Senhora                                                      |
| 092b   | Laudate pueri                                    | Salmo 112, das Vésperas de Nossa Senhora                                                      |
| 092c   | Lætatus sum                                      | Salmo 121, das Vésperas de Nossa Senhora (ver n.090a)                                         |
| 092d   | Nisi Dominus                                     | Salmo 126, das Vésperas de Nossa Senhora                                                      |
| 092e   | Lauda Jerusalem                                  | Salmo 147, das Vésperas de Nossa Senhora                                                      |
| 092f   | [Ave maris stella] Dei Mater Alma                | Hino das Vésperas de Nossa Senhora (ver n.004 e 093f)                                         |
| 092g   | Magnificat                                       | Cântico de Nossa Senhora (ver n.084b e 090f)                                                  |
| 093a   | Dixit Dominus                                    | Salmo 109, de Vésperas de Nossa Senhora (ver n.075)                                           |
| 093b   | Confitebor Tibi Domine... in consilio            | Salmo 110, de Vésperas de Nossa Senhora (ver n.068)                                           |
| 093c   | Beatus vir qui timet                             | Salmo 111, de Vésperas de Nossa Senhora (ver n.064)                                           |
| 093d   | Laudate pueri                                    | Salmo 112, de Vésperas de Nossa Senhora (ver n.085)                                           |
| 093e   | Laudate Dominum omnes gentes                     | Salmo 116, de Vésperas de Nossa Senhora (ver n.082)                                           |
| 093f   | [Ave maris stella] Dei Mater Alma                | Hino das Vésperas de Nossa Senhora (ver n.004 e 092f)                                         |
| 093g   | Magnificat                                       | Cântico de Nossa Senhora (ver n.122)                                                          |
|        | I - Semana Santa                                 |                                                                                               |
| 094    | Popule meus                                      | Impropérios da Adoração da Cruz de Sexta-feira Santa                                          |
| 095    | Domine, tu mihi lavas pedes?                     | Quinta Antífona do Lava-pés de Quinta-feira Santa                                             |
| 096    | [Benedictus Dominus, Deus Israel] Quia visitavit | Cântico de Zacarias, das Laudes do Tríduo Pascal                                              |
| 097    | [Benedictus Dominus, Deus Israel] Quia visitavit | Cântico de Zacarias, das Laudes do Tríduo Pascal                                              |
| 098    | Christus factus est                              | Seqüência da Missa de Quinta-Feira Santa                                                      |
| 099    | De Lamentatione Jeremiæ Prophetæ                 | Primeira Lição das Matinas de Sexta-Feira Santa                                               |
| 100    | Ex tractatu sancti Augustini                     | Quarta lição das Matinas de Sexta-feira Santa                                                 |
| 101    | De Epistola Beati Pauli Apostoli                 | Sétima Lição das Matinas de Sexta-Feira Santa                                                 |
| 102    | De Lamentatione Jeremiæ Prophetæ                 | Primeira Lição das Matinas do Sábado Santo                                                    |
| 103    | Cum audisset populus                             | Bênção, Procissão e Missa de Domingo de Ramos (Missa corresponde ao n.024)                    |
| 104    | Hosanna filio David                              | Bênção, Procissão e Missa de Domingo de Ramos                                                 |
| 105    | In Monte Oliveti                                 | Responsórios das Matinas de Quinta-feira Santa                                                |
| 106    | In monte Oliveti                                 | Responsórios das Matinas de Quinta-feira Santa                                                |
| 107    | Sicut ovis                                       | Responsórios das Matinas de Sexta-Feira Santa                                                 |
| 108    | Astiterunt reges terræ / Omnes amici mei         | Antífona e Responsórios das Matinas de Sexta-feira Santa                                      |
| 109    | Omnes amici mei                                  | Responsórios das Matinas de Sexta-feira Santa                                                 |
| 110    | Miserere mei et exaudi                           | Completas de Sábado Santo                                                                     |
| 111    | Passio... Joannem / Jesum Nazarenum              | Paixão e Bradados de Sexta-feira Santa                                                        |
| 112    | Passio... Matthæum / In illo tempore             | Paixão de Domingo de Ramos                                                                    |
| 113    | O redemptor, sume carmen                         | Procissão dos Santos Óleos                                                                    |
| 114    | Heu! Heu! Domine!                                | Procissão do Enterro de Sexta-feira Santa                                                     |
|        | J - Sequências                                   |                                                                                               |
| 115    | Dies iræ                                         | Seqüência da Missa dos Funerais                                                               |
| 116    | Stabat Mater                                     | Seqüência da Missa de Senhora das Dores                                                       |
| 117    | Veni sancte spiritus                             | Seqüência da Missa de Pentecostes                                                             |
| 118    | Victimæ paschali laudes                          | Seqüência da Missa do Domingo da Ressurreição                                                 |
|        | L - Te Deum                                      |                                                                                               |
| 119    | [Te Deum Laudamus] Te Dominum confitemur         | Hino de Ação de Graças                                                                        |
| 120    | [Te Deum Laudamus] Te Dominum confitemur         | Hino de Ação de Graças                                                                        |
| 121    | [Te Deum Laudamus] Te Dominum confitemur         | Hino de Ação de Graças                                                                        |
|        | M - Diversos                                     |                                                                                               |
| 122    | Magnificat                                       | Cântico de Nossa Senhora                                                                      |
| 123    | Magnificat                                       | Cântico de Nossa Senhora                                                                      |
| 124    | Clara lux                                        | Moteto ao Pregador                                                                            |
| 125    | Credo in unum Deum                               | Do Ordinário da Missa                                                                         |
| 126    | Ó Virgem Formosa                                 | Jaculatórias de Nossa Senhora do Monte Serrate                                                |
| 127    | Laudamus te                                      | Do Ordinário da Missa                                                                         |
| 128    | O salutaris hostia                               | Noa para a Festa da Ascensão de Cristo                                                        |
| 129    | Christum Mariæ Filium venite                     | Novena de Nossa Senhora do Rosário                                                            |
| 130    | Regem cui omnia vivunt                           | Matinas de Finados                                                                            |

### Obras disponíveis para download
- «GOMES, André da Silva. Ave maris stella (Hino das Vésperas de Nossa Senhora) - Archive.org»
- «GOMES, André da Silva. Ave maris stella (Hino das Vésperas de Nossa Senhora) - IMSLP»

### Obras gravadas
- «GOMES, André da Silva. Missa a 8 vozes e instrumentos; direção Luís Otávio Santos»
- «GOMES, André da Silva. Stabat Mater; Americantiga; direção Ricardo Bernardes»
- «MÚSICA do Brasil Colonial: André da Silva Gomes; direção Vítor Gabriel»
- «GOMES, André da Silva. Missa a cinco vozes, cordas e trompas; Americantiga; direção Ricardo Bernardes»
- «GOMES, André da Silva. Missa a 5 vozes e Noturnos; direção Vítor Gabriel»
- «GOMES, André da Silva. Missa a cinco vozes; direção Cláudio Santoro»
- «GOMES, André da Silva. Eia Mater; direção Ricardo Bernardes»
- «GOMES, André da Silva. Missa Concertada para a Noite de Natal (Cotia, 1823); direção Luís Otávio Santos»